# دسميد بنغالي
دسميد بنغالي (الاسم العلمي: Desmidium bengalicum) هو نوع من الطحالب الخضراء يتبع جنس الدسميد من فصيلة الدسميدية.